# Noue (affluent de la Tenarre)
Pour les articles homonymes, voir Noue.
La Noue est une rivière française du département de Saône-et-Loire dans la région Bourgogne-Franche-Comté et un affluent de la Tenarre, c'est-à-dire un sous-affluent du fleuve du Rhône par la Saône. Elle coule dans le nord-ouest de la région naturelle de la Bresse.

## Géographie
D'une longueur de 27,33 kilomètres, la Tenarre prend sa source dans la forêt domaniale du Chalonnais, à 216 mètres d'altitude entre les communes de L'Abergement-Sainte-Colombe et Guerfand. Elle porte alors le nom de ruisseau de l'Étang de Foichot.
Après avoir alimenté quelques étangs en forêt, le cours d'eau traverse le village de L'Abergement-Sainte-Colombe. Il alimente l'étang de Foichot sur la même commune, où il prend temporairement le nom de bief du Moulin de Foichot, jusqu'à sa confluence avec son affluent du bief du Moulin de Serville. Au-delà, la rivière porte le nom de la Noue. Elle s'écoule en direction du sud-ouest à travers la campagne bressane. 
Elle conflue avec la Tenarre entre les communes de Baudrières à l'est et de Saint-Germain-du-Plain à l'ouest, à 173 mètres d'altitude, à seulement quelques centaines de mètres en amont de la confluence de la Tenarre avec la Saône.

### Communes et cantons traversés
Dans le seul département de Saône-et-Loire, la Noue traverse les six communes suivantes, dans le sens amont vers aval, de Guerfand, L'Abergement-Sainte-Colombe, Saint-Christophe-en-Bresse, Ouroux-sur-Saône, Baudrières,  et Saint-Germain-du-Plain.
Soit en termes de cantons, la Noue coule dans le seul canton d'Ouroux-sur-Saône, dans les deux intercommunalités de Saône Doubs Bresse et de Terres de Bresse.

### Bassin versant
La Noue traverse la zone hydrographique de « la Saône de la Grosne à la Noue » (U330),.

## Affluents
La Noue possède deux affluents référencés :
- le bief du Moulin de Serville ou Tartre (rg[note 2]), 9,6 km, sur les six communes de Saint-Martin-en-Bresse (source), L'Abergement-Sainte-Colombe, Lessard-en-Bresse, Saint-Christophe-en-Bresse, Saint-Germain-du-Plain et Tronchy[5] ;
- le bief du Creux Blanc (rd), 7,13 km, sur les trois communes de Saint-Christophe-en-Bresse (source), Ouroux-sur-Saône et Saint-Germain-du-Plain[6].

### Rang de Strahler
Donc le rang de Strahler de la Tenarre est de deux par le bief du Moulin de Serville.

## Hydrologie
Son régime hydrologique est un régime pluvial.

## Aménagements et écologie
- la Noue contribue à certains des petits étangs ou plans d’eau de la commune de L'Abergement-Sainte-Colombe, comme l'étang de Timon, l'étang des Baies et l'étang de Foichot[3].